# Pledis Entertainment
Pledis Entertainment (em coreano: 플레디스 엔터테인먼트) é uma empresa de entretenimento sul-coreana fundada em 2007 por Han Sung-Soo. Ela é casa da atriz Nana e dos grupos de K-pop NU'EST e Seventeen. Seu nome se origina da Plêiades, um aglomerado de estrelas na constelação de Taurus. Em 25 de maio de 2020, HYBE Corporation (anteriormente Big Hit Entertainment Co., Ltd.) se tornou acionista majoritária da Pledis Entertainment e incluiu-a em sua divisão HYBE Labels, lar de artistas como BTS e TXT.

## História
O CEO da Pledis Entertainment é Han Sung Soo. Em 2007, ele levou Kahi e Son Dam Bi para criar a Pledis. Eles não tinham nem um edifício de escritório, apenas uma sala de prática. Pledis Entertainment realizou audições em São Francisco e Los Angeles em 2011. Através destas audições, eles esperavam encontrar pessoas altamente inspiradas e talentosas.

## Artistas
Todos os artistas da Pledis Entertainment são coletivamente conhecidos como Happy Pledis.

### Grupos
| Debut | Nome         | Gênero    | Membros                                                                                                 | Líder      | Cor do fandom                | Fandom                 | Status  |
| ----- | ------------ | --------- | --- | ---------- | ---------------------------- | ---------------------- | ------- |
| 2009  | After School | Feminino  | Nana | —          | Amarelo                      | Play Girlz / Play Boyz | Inativo |
| 2012  | NU'EST       | Masculino | Aron, JR, Baekho, Minhyun e Ren                                                                         | JR         | Cerceta Profundo e Rosa Vivo | L.O.Λ.E (LOVE)         | Inativo |
| 2015  | Seventeen    | Masculino | S.Coups, Jeonghan, Joshua, Jun, Hoshi, Wonwoo, Woozi, DK, Mingyu, The8, Seungkwan, Vernon e Dino        | S.Coups    | Quartzo Rosa e Serenidade    | Carat                  | Ativo   |
| 2018  | Fromis 9     | Feminino  | Roh Jisun, Song Hayoung, Lee Saerom, Lee Chaeyoung, Lee Nagyoung, Park Jiwon, Lee Seoyeon, Baek Jiheon. | Lee Saerom | —                            | Flover                 | Ativo   |
| 2024  | TWS          | Masculino | Shinyu, Dohoon, Youngjae, Haejin, Jihoon, Kyungmin                                                      | Shinyu     | —                            | —                      | Ativo   |

### Solistas
- Kye Bumzu
- Kyulkyung
- Hwang Min-hyun

## Artistas passados
- After School
  - Soyoung (2009)[2]
  - Bekah (2009–2011)[3]
  - Jooyeon (2009–2014)[4]
  - Kahi (2009–2015)[5]
  - Jungah (2009–2016)[6]
  - Uee (2009–2017)[7]
  - Raina (2009-2019)[8]
  - Lizzy (2010–2018)
  - E-Young (2010-2019)
- Orange Caramel (2010-2019)
  - Raina (2010-2019)
  - Lizzy (2010-2018)
- Hello Venus (2012–2014; co-dirigido pela Fantagio)[9]
- Yoo Ara (2012–2014)[10]
- Son Dam-bi (2009–2015)[11]
- PRISTIN

- Nayoung (2016–2019)
- Yuha (2017–2019)
- Roa (2017–2019)
- Eunwoo (2017–2019)
- Rena (2017–2019)
- Xiyeon (2017–2019)
- Kyla (2017–2019)

## Discografia

### Discografia de Happy Pledis
- Happy Pledis 1st Album – "Love Love Love" (2010)
- Happy Pledis 2nd Album – "Love Letter" (2011)
- Happy Pledis Digital Single – "Dashing Through The Snow with High Heels" (2012)